# Lauretta Masiero
Lauretta Masiero (Venezia, 25 ottobre 1927 – Roma, 23 marzo 2010) è stata un'attrice, soubrette e ballerina italiana.

## Biografia
Capelli biondo platino e fisico slanciato, esordì nel teatro di rivista come ballerina. A 18 anni fu la soubrette di Amore biondo, con Walter Chiari. In seguito apparve in spettacoli di Wanda Osiris (Galanteria), di Erminio Macario (Follie di Amleto, Votate per Venere) e Ugo Tognazzi (Paradiso per tutti). Come attrice venne scoperta da Garinei e Giovannini. Debuttò con un ruolo brillante nel 1952 in Attanasio cavallo vanesio, affiancando il protagonista Renato Rascel: fu subito un successo.
In seguito passò al repertorio drammatico. La sua prima prova in tal senso ebbe luogo nel 1954 al Teatro Goldoni, in occasione della Biennale di Venezia. Fece parte di compagnie di primissimo piano, come la Masiero-Lionello-Pagani, la Masiero-Volonghi e la Masiero-Foà. Interpretò anche numerosi ruoli nel cinema comico-brillante degli anni cinquanta. I suoi due più grandi successi popolari sono dovuti alla partecipazione in televisione: la conduzione di Canzonissima (1960) e il ruolo da protagonista nello sceneggiato Le avventure di Laura Storm (1965-1966), serie poliziesca rivoluzionaria per l'epoca poiché - ruolo insolito per una donna - la vedeva protagonista nei panni di una giornalista investigatrice abile nel judo.

Lelio Luttazzi e Lauretta Masiero in una scena de Il fornaretto di Venezia, da Biblioteca di Studio Uno (1964)

### Vita privata e morte
Fra il 1959 e il 1968 fu compagna di Johnny Dorelli, dal quale ebbe un figlio, l'attore Gianluca Guidi.
Lauretta Masiero morì il 23 marzo 2010 a 82 anni, in una clinica romana dopo un lungo ricovero per l'aggravarsi della malattia di Alzheimer.
Le sue ceneri riposano al cimitero di San Michele, a Venezia, nella tomba della famiglia Masiero-Favaro.

## Omaggi
- Nel 1959 Giovanni Testori pubblicò Sì, ma la Masiero,[2] racconto incentrato sul fascino dell'allora famosa soubrette, «una specie di farfalla matta, capace delle cose più straordinarie, di farti rotolar dal ridere, quando tira fuori la voce all'americana, o di farti piangere, quando tira fuori il sentimento».[3]

## Filmografia

### Cinema
- Canzoni di mezzo secolo, regia di Domenico Paolella (1952)
- Il bandolero stanco, regia di Fernando Cerchio (1952)
- Siamo tutti milanesi, regia di Mario Landi (1953)
- Baracca e burattini, regia di Sergio Corbucci (1954)
- Gran varietà, regia di Domenico Paolella (1954)
- Accadde al commissariato, regia di Giorgio Simonelli (1954)
- Totò a Parigi, regia di Camillo Mastrocinque (1958)
- Marinai, donne e guai, regia di Giorgio Simonelli (1958)
- Tipi da spiaggia, regia di Mario Mattoli (1959)
- Vento di primavera, regia di Giulio Del Torre e Arthur Maria Rabenalt (1959)
- Pensione Edelweiss, regia di Ottorino Franco Bertolini e Víctor Merenda (1959)
- Lui, lei e il nonno, regia di Anton Giulio Majano (1959)
- Psicanalista per signora, regia di Jean Boyer (1959)
- Ferragosto in bikini, regia di Marino Girolami (1960)
- Sua Eccellenza si fermò a mangiare, regia di Mario Mattoli (1961)
- Cacciatori di dote, regia di Mario Amendola (1961)
- Napoleone a Firenze, regia di Piero Pierotti (1964)
- Peccatori di provincia, regia di Tiziano Longo (1976)
- Il viaggio di Capitan Fracassa, regia di Ettore Scola (1990)
- Ostinato destino, regia di Gianfranco Albano (1992)

### Televisione
- Canzonissima – varietà TV (1960)

Lauretta Masiero nella locandina de Le avventure di Laura Storm

- L'assassino, atto unico di Kurt Goetz, regia di Enrico Colosimo, trasmesso 15 agosto 1963.
- Biblioteca di Studio Uno, regia di Antonello Falqui – film TV, episodio Il fornaretto di Venezia (1964)
- Principesse, violini e champagne, regia di Gianfranco Bettetini – varietà TV (1965)
- Addio giovinezza!, regia di Silverio Blasi – film TV (1965)
- Le avventure di Laura Storm – serie TV, 8 episodi (1965-1966)
- Palcoscenico musicale, regia di Carla Ragionieri – varietà TV (1966)
- Qui ci vuole un uomo, varietà TV, regia di Carla Ragionieri (1967-1968)
- Vento di mare, regia di Gianfranco Mingozzi – film TV (1991)

#### Pubblicità
Partecipò inoltre ad alcune versioni della rubrica televisiva pubblicitaria Carosello:nel 1968 fu testimonial, insieme a Mister Okay, di burro e latte della Polenghi Lombardo; negli anni 1958, 1960 e 1961, insieme ad Alberto Lionello, Mimmo Craig, Camillo Milli e Nico Pepe, della brillantina Tricofilina; nel 1962, ancora con Alberto Lionello, nuovamente della brillantina Tricofilina; negli anni 1962, 1963, 1964 e 1965, insieme a Raffaele Pisu, del Doppio brodo Star.

### Doppiatrici
- Rosetta Calavetta in Vento di primavera, Lui lei e il nonno, Psicanalista per signora
- Rita Savagnone in Marinai donne e guai
- Rina Morelli in Tipi da spiaggia
- Adriana Parrella in Pensione Edelweiss
- Maria Pia Di Meo in Ferragosto in bikini

## Teatro
- Ma non è una cosa seria di Luigi Pirandello (1965)
- Il cavallo a vapore, regia di Daniele D'Anza, con Aldo Giuffré (1969)
- Otto mele per Eva di Gabriel Arout, regia di Daniele D'Anza, con Aldo Giuffré (1970)
- La signora Morli, una e due di Luigi Pirandello, con Paolo Ferrari (1973)
- E tu che fai qui? (1974)
- Le donne al potere di Aristofane, regia di Pier Antonio Barbieri, con Cesare Gelli, Rina Franchetti, Iole Silvani, Toni Andreetta (1974)
- La vedova scaltra di Carlo Goldoni, regia di Pier Antonio Barbieri, con Mario Piave, Gianni Musy (1975)
- La signora dorme sempre a sinistra (1977)
- Il marito va a caccia (1987)
- La cameriera brillante di Carlo Goldoni (1988)
- La miliardaria di George Bernard Shaw (1989)
- Eva contro Eva (1991)
- A piedi nudi nel parco di Neil Simon (1993)
- Twist (1995)
- Non ti conosco più (1996)
- Sorelle Materassi (1999)
- Bella figlia dell'amore (2000)

## Radio
- L'aria che tira (Radio 2, anni ottanta)

## Riviste e commedie musicali
- Paradiso per tutti di Dino Gelich, regia di Alfredo Bracchi, prima al Teatro Mediolanum di Milano (1948)
- Castellinaria di Dino Gelich, regia di Mario Amendola, prima al Teatro Lirico di Milano (1949)
- Votate per Venere (1951)
- Galanteria di Michele Galdieri (1952)
- La padrona di Raggio di Luna di Garinei e Giovannini (1955)
- Uno scandalo per Lili di Giulio Scarnicci e Renzo Tarabusi, regia di Luciano Salce (1957)
- Carlo non farlo di Garinei e Giovannini (1957)
- Mare e whisky (1960)